# 日本文化科学社
日本文化科学社（にほんぶんかかがくしゃ）は、ウェクスラー検査や企業用適性検査TAPなどで知られる心理検査の専門出版社。

## 事業内容
事業内容は、心理検査の出版、心理検査講習会の開催である。海外の著名な心理検査を、原出版社のライセンス下において、日本で標準化を行い出版している。
主な出版物として「WISC™-V知能検査」「WAIS™-IV知能検査」「WPPSI™-III知能検査」「WMS™-Rウエクスラー記憶検査」「DN-CAS認知評価システム」「Vineland™-II適応行動尺度」「S-M社会生活能力検査 第3版」「SP感覚プロファイル」「MMSE-J精神状態短時間検査 改訂日本版」「GHQ精神健康調査票」などがある。